# Sherwood Rangers Yeomanry
Le Sherwood Rangers Yeomanry (SRY) est l'un des six escadrons du Royal Yeomanry (en) (RY), un régiment de cavalerie légère de l'Army Reserve. Désigné comme escadron « A », le rôle actuel des Sherwood Rangers Yeomanry est d'appuyer les régiments de cavalerie légère lors d'opérations en fournissant des soldats de reconnaissance qualifiés.
Créé à l'origine sous le nom de Nottinghamshire Yeomanry Cavalry en 1794, le régiment a été utilisé à plusieurs reprises au 19e siècle pour maintenir la loi et l'ordre. Depuis 1900, le régiment servit en outre-mer pendant la seconde guerre des Boers et les deux guerres mondiales, remportant 44 honneurs de bataille au cours de ces campagnes.